# Те телур
Те телур (індонез. teh telur, індонез. teh talua, яєчний чай) — це чайний напій із Західної Суматри, Індонезія .  Унікальність чаю полягає в тому, що в його приготуванні використовується яєчний жовток . Для приготування чаю можна використовувати куряче або качине яйце.  Інші інгредієнти, крім чаю і яєчного жовтка, включають цукор і каламондин .
Традиційний спосіб приготування цього напою полягає в тому, що яєчний жовток і дві ложки цукру або згущеного молока розмішують у склянці до утворення тіста. Потім у тісто поступово вливають гарячий чай, щоб об'єднати ці два елементи. За смаком можна додати сік каламондіна (лайма), щоб усунути неприємний запах, що залишився.

## Походження та поширення
Те-талуа є традиційним напоєм суматранського народу мінангкабау, кулінарна практика якого становить основу паданзької кухні - однієї з найбільш значущих регіональних складових індонезійської кухні. Серед мінангкабау заведено вважати, що спочатку - в ті часи, коли чай в їхніх краях був дорогим імпортним товаром - те-талуа був надбанням виключно місцевої аристократії. І тільки пізніше - після того, як у першій третині XX століття на Західній Суматрі були розбиті великі чайні плантації - це питво стало доступним для широких верств тутешнього населення.
Нині те-талуа користується винятково високою популярністю в західних і центральних районах острова Суматра, де мінангкабау становлять основне населення (вся територія індонезійської провінції Західна Суматра, частини територій провінцій Бенгкулу, Джамбі, Ріау, Північна Суматра). Місцеві жителі не тільки цінують смакові якості цього напою, а й вважають його вельми корисним для здоров'я - особливо, для чоловічого. Певного поширення суміш чаю з жовтком набула і в інших частинах Індонезії - завдяки активним міграціям мінангкабау країною і популяризації падангської кухні за межами початкового ареалу їхнього розселення. Там він відомий не тільки під оригінальною назвою мовою мінангкабау, а й під індонезійською - те-тело́р (індонез. teh telur), яка також означає "яєчний чай".